# الدرژیخ ولن
اُلدرژیخ وِلِن (چکی: Oldřich Velen; ۱۵ سپتامبر ۱۹۲۱ – ۴ مهٔ ۲۰۱۳) بازیگر اهل جمهوری چک بود. وی بین سال‌های ۱۹۵۰ تا ۲۰۱۲ میلادی فعالیت می‌کرد.
از فیلم‌ها یا برنامه‌های تلویزیونی که وی در آن نقش داشته‌است می‌توان به ترور اشاره کرد.